# 国际象棋开局列表
这是按照《国际象棋开局百科》（ECO）中的编号整理的国际象棋开局列表。1966年国际象棋通报将国际象棋开局分为五个大类（A到E），每大类细分为一百个小类（00到99），出版为五卷本，每卷分别标为“A”到“E”。以下是ECO分类法的国际象棋开局列表。

## A
- A00-A39：白方第一步不走 1.d4 或 1.e4
- A40–A44：1.d4（兵開局）的非典型應對，不含 1...d5（雙后前兵開局）和 1...Nf6（A45–A79）。
- A45–A49：1.d4 Nf6 的非典型应对，不含 2.c4（A50–A79）。
- A50–A79：印度防禦，1.d4 Nf6 2. c4，不含 2...e6 和 2...g6。
- A80–A99：荷蘭防禦，1.d4 f5。

### A00–A39
白方第一步不走1.e4和1.d4: 
- A00：非正規開局（英语：Irregular chess opening）

- 安德森開局：1. a3

- 安德森開局，波蘭棄兵（Polish Gambit）：1...a5 2.b4
- 安德森開局，爬蟲結構（Creepy Crawly Formation）：1...e5 2.h3 d5
- 安德森開局，安德斯派克（Andersspike）：1...g6 2.g4

- 威爾開局：1.a4

- 威爾開局，邊翼棄兵（Wing Gambit）：1...b5 2.axb5 Bb7
- 威爾開局，威爾棄兵（Ware Gambit）：1...e5 2.a5 d5 3.e3 f5 4.a6
- 威爾開局，螃蟹變例（Crab Variation）：1...e5 2.h4

- 德金開局 / 鈉進攻：1.Na3

- 鈉進攻，德金棄兵（Durkin Gambit）：1...e5 2.Nc4 Nc6 3. e4 f5

- 索柯斯基開局 / 波蘭開局：1.b4

- 波蘭開局，伯明罕棄兵（Birmingham Gambit）：1...c5
- 波蘭開局，側翼變例（Outflank Variation）：1...c6
- 波蘭開局，舒勒棄兵（Schuhler Gambit）：1...c6 2.Bb2 a5 3.b5 cxb5 4.e4
- 波蘭開局，梅耶變例（Myers Variation）：1...d5 2.Bb2 c6 3.a4
- 波蘭開局，布加耶夫進攻（Bugayev Attack）：1...e5 2.a3
- 波蘭開局，沃法茨棄兵（Wolferts Gambit）：1...e5 2.Bb2 c5

- 薩拉戈薩開局：1.c3
- 鄧斯特開局：1.Nc3
- 范特克雷斯開局：1.e3
- 米瑟斯開局：1.d3
- 巴恩斯開局：1.f3

- 巴恩斯開局，漢默史臘變例（Hammerschlag Variation）：1...c5

- 班科開局：1.g3

- 班科開局，梅耶防禦（Myers Defense）：1...g5

- 格羅布進攻：1.g4

- 格羅布進攻，可口可樂棄兵（Coca-Cola Gambit）：1...g5 2.f4
- 格羅布進攻，阿雷西棄兵（Alessi Gambit）：1...f5

- 柯萊門斯開局：1.h3
- 德普雷開局：1.h4
- 阿馬爾開局 / 氨開局：1.Nh3

- A01 拉尔森开局：1.b3
- A02 伯德开局，1.f4（荷兰进攻）
- A03 伯德开局，1...d5
- A04 列蒂开局, 1.Nf3
- A05 列蒂开局，1...Nf6
- A06 列蒂开局，1...d5
- A07 列蒂开局，王翼印度进攻（巴尔察体系）
- A08 列蒂开局，王翼印度进攻
- A09 列蒂开局，1...d5 2.c4
- A10 英格兰开局: 1.c4
- A11 英格兰开局，卡罗康防御体系
- A12 英格兰开局，卡罗康防御体系，b3
- A13 英格兰开局
- A14 英格兰开局，新加泰兰拒弃兵
- A15 英格兰开局，1...Nf6（盎格鲁-印度防御）
- A16 英格兰开局
- A17 英格兰开局，刺猬防御
- A18 英格兰开局，米肯纳斯-卡尔斯变例
- A19 英格兰开局，米肯纳斯-卡尔斯，西西里变例
- A20 英格兰开局
- A21 英格兰开局
- A22 英格兰开局
- A23 英格兰开局，不来梅体系，凯雷斯变例
- A24 英格兰开局，不来梅体系，3...g6
- A25 英格兰开局，先手西西里
- A26 英格兰开局，封闭体系
- A27 英格兰开局，三马体系
- A28 英格兰开局，四马体系
- A29 英格兰开局，四马体系，王翼侧翼象
- A30 英格兰开局，对称防御
- A31 英格兰开局，对称防御，别诺尼结构
- A32 英格兰开局，对称防御
- A33 英格兰开局，对称防御
- A34 英格兰开局，对称防御
- A35 英格兰开局，对称防御
- A36 英格兰开局，对称防御
- A37 英格兰开局，对称防御
- A38 英格兰开局，对称防御
- A39 英格兰开局，对称防御，主线，d4

### A40–A44
1.d4，不含1...d5 or 1...Nf6：1.d4的非典型應對
- A40 后兵開局 （包括英格蘭防禦，英格蘭棄兵，后馬防禦，波瀾防禦和凱雷斯防禦）
- A41 后兵開局，偉德防禦
- A42 現代防禦，阿維爾巴赫防禦，含偉德防禦
- A43 古別諾尼防禦
- A44 古別諾尼防禦

### A45–A49
1.d4 Nf6，不含2.c4: 1...Nf6的非典型应对 
- A45 后兵开局
- A46 后兵开局，托雷进攻
- A47 后翼印度防御
- A48 后翼印度防御，东印度防御
- A49 王翼印度，侧翼象无c4

### A50–A79
1.d4 Nf6 2.c4，不含2...e6或2...g6：非典型印度体系
- A50 后兵开局，黑马探戈
- A51 拒布达佩斯弃兵
- A52 布达佩斯弃兵
- A53 古印度防御（契戈林印度防御）
- A54 古印度防御，乌克兰变例
- A55 古印度防御，主线
- A56 别诺尼防御
- A57 平科弃兵
- A58 接受平科弃兵
- A59 平科弃兵，7.e4
- A60 别诺尼防御
- A61 别诺尼防御
- A62 别诺尼防御，侧翼象变例无前期...Nbd7
- A63 别诺尼防御，侧翼象变例，9…Nbd7
- A64 别诺尼防御，侧翼象变例，11…Re8
- A65 别诺尼防御，6.e4
- A66 别诺尼防御，兵涛变例
- A67 别诺尼防御，泰曼诺夫变例
- A68 别诺尼防御，四兵进攻
- A69 别诺尼防御，四兵进攻，主线
- A70 别诺尼防御，古典变例，e4和Nf3
- A71 别诺尼防御，古典变例，8.Bg5
- A72 别诺尼防御，古典变例，无9.0-0
- A73 别诺尼防御，古典变例，9.0-0
- A74 别诺尼防御，古典变例，9...a6, 10.a4
- A75 别诺尼防御，古典变例，阿根廷攻击，...a6和10...Bg4
- A76 别诺尼防御，古典变例，9...Re8
- A77 别诺尼防御，古典变例，9...Re8, 10.Nd2
- A78 别诺尼防御，古典变例，...Re8和...Na6
- A79 别诺尼防御，古典变例，11.f3

### A80–A99
1.d4 f5：荷兰防御
- A80 荷兰防御
- A81 荷兰防御
- A82 荷兰防御，斯汤顿弃兵，也包括包罗格防御
- A83 荷兰防御，斯汤顿弃兵，斯汤顿主线
- A84 荷兰防御
- A85 荷兰防御，2.c4和3.Nc3
- A86 荷兰防御，2.c4和3.g3
- A87 荷兰防御，列宁格勒主线变例
- A88 荷兰防御，列宁格勒主线变例，7...c6
- A89 荷兰防御，列宁格勒主线变例，Nc6
- A90 荷兰防御
- A91 荷兰防御
- A92 荷兰防御
- A93 荷兰防御，石墙，鲍特维尼克变例
- A94 荷兰防御，石墙，Ba3
- A95 荷兰防御，石墙，Nc3
- A96 荷兰防御，古典变例
- A97 荷兰防御，伊林-热内夫斯基变例
- A98 荷兰防御，伊林-热内夫斯基变例，Qc2
- A99 荷兰防御，伊林-热内夫斯基变例，b3

## B
- 1.e4，不含1...c5, 1...e6或1...e5 (B00–B19)
- 1.e4 c5: 西西里防御 (B20–B99)

### B00–B19
1.e4，不含1...c5, 1...e6或1...e5 
- B00 王兵开局，不含1...e5, 1...d5, 1...Nf6, 1...g6, 1...d6, 1...c6, 1...c5.
  - 尼姆佐维奇防御 1...Nc6
  - 圣乔治防御 1...a6
  - 欧文防御（希腊防御） 1...b6
  - 河马防御
  - 及其他
- B01 斯堪的纳维亚防御（中心反击）
- B02 阿廖欣防御
- B03 阿廖欣防御 3.d4
- B04 阿廖欣防御，现代变例
- B05 阿廖欣防御，现代变例，4...Bg4
- B06 罗巴驰（现代）防御，包括猴屁股
- B07 彼尔茨防御
- B08 彼尔茨防御古典（双马）体系
- B09 彼尔茨，奥地利进攻
- B10 卡罗-康防御
- B11 卡罗-康，双马，3...Bg4
- B12 卡罗-康防御
- B13 卡罗-康，兑换变例
- B14 卡罗-康，帕诺夫-鲍特维尼克进攻，5…e6
- B15 卡罗-康防御
- B16 卡罗-康，布龙斯坦-拉尔森变例
- B17 卡罗-康，施坦尼茨变例，斯米斯洛夫体系
- B18 卡罗-康，古典变例
- B19 卡罗-康，古典变例，7...Nd7

### B20–B99
1.e4 c5: 西西里防御
- B20 西西里防御
- B21 西西里防御，格兰披治进攻和史密斯-莫拉弃兵，包括西伯利亚陷阱
- B22 西西里防御，阿拉平变例（2.c3）
- B23 西西里防御，封闭变例 2.Nc3
- B24 西西里防御，封闭变例 2.Nc3 Nc6 3.g3
- B25 西西里防御，封闭变例 3...g6 4.Bg2 Bg7 5.d3 d6
- B26 西西里防御，封闭变例 6.Be3
- B27 西西里防御，封闭变例 2.Nf3
- B27 西西里防御，卡塔利莫夫变例（2...b6）
- B28 西西里防御，奥凯利变例
- B29 西西里防御，尼姆佐维奇-鲁宾斯坦变例
- B30 西西里防御，2...Nc6
- B30 西西里防御，罗索里莫变例（3.Bb5）
- B31 西西里防御，尼姆佐维奇-罗索里莫进攻（3.Bb5 g6）
- B32 西西里防御，2...Nc6 3.d4
- B33 西西里防御，斯维什尼科夫（拉斯克-佩里康）变例
- B34 西西里防御，加速侧翼象，兑换变例
- B35 西西里防御，加速侧翼象，Bc4现代变例
- B36 西西里防御，加速侧翼象，莫罗齐绑定
- B37 西西里防御，加速侧翼象，莫罗齐绑定，5...Bg7
- B38 西西里防御，加速侧翼象，莫罗齐绑定，6.Be3
- B39 西西里防御，加速侧翼象，布雷耶尔变例
- B40 西西里防御，2.Nf3 e6
- B41 西西里防御，卡恩变例（4.Nxd4 a6）
- B42 西西里防御，卡恩变例，5.Bd3
- B43 西西里防御，卡恩变例，5.Nc3
- B44 西西里防御，4.Nd4 Nc6
- B44 西西里防御，塞恩变例（5.Nb5）
- B45 西西里防御，泰曼诺夫变例，5.Nc3
- B46 西西里防御，泰曼诺夫变例
- B47 西西里防御，泰曼诺夫（巴斯切科夫）变例
- B48 西西里防御，泰曼诺夫变例
- B49 西西里防御，泰曼诺夫变例
- B50 西西里防御
- B51 西西里防御，卡纳尔-索科尔斯基进攻
- B52 西西里防御，卡纳尔-索科尔斯基进攻，3...Bd7
- B53 西西里防御，切赫维尔变例
- B54 西西里防御
- B55 西西里防御，普林斯变例，威尼斯进攻
- B56 西西里防御
- B57 西西里防御，索金（非舍文宁根），包括玛纽斯·史密斯陷阱
- B58 西西里防御，古典变例
- B59 西西里防御，布列斯拉夫斯基变例，7.Nb3
- B60 西西里防御，里赫特-劳泽尔变例
- B61 西西里防御，里赫特-劳泽尔变例，拉尔森变例，7.Qd2
- B62 西西里防御，里赫特-劳泽尔变例，6...e6
- B63 西西里防御，里赫特-劳泽尔变例，劳泽尔进攻
- B64 西西里防御，里赫特-劳泽尔变例，劳泽尔进攻，7...Be7防御，9.f4
- B65 西西里防御，里赫特-劳泽尔变例，劳泽尔进攻，7...Be7防御，9...Nxd4
- B66 西西里防御，里赫特-劳泽尔变例，劳泽尔进攻，7...a6
- B67 西西里防御，里赫特-劳泽尔变例，劳泽尔进攻，7...a6防御，8...Bd7
- B68 西西里防御，里赫特-劳泽尔变例，劳泽尔进攻，7...a6防御，9...Be7
- B69 西西里防御，里赫特-劳泽尔变例，劳泽尔进攻，7...a6防御，11.Bxf6
- B70 西西里防御，龙式变例
- B71 西西里防御，龙式变例，列文菲舍变例
- B72 西西里防御，龙式变例，6.Be3
- B73 西西里防御，龙式，古典变例，8.0-0
- B74 西西里防御，龙式，古典变例，9.Nb3
- B75 西西里防御，龙式变例，南斯拉夫进攻
- B76 西西里防御，龙式变例，南斯拉夫进攻，7...0-0
- B77 西西里防御，龙式变例，南斯拉夫进攻，9.Bc4
- B78 西西里防御，龙式变例，南斯拉夫进攻，10.0-0-0
- B79 南斯拉夫进攻，12.h4|西西里防御，龙式变例，南斯拉夫进攻，12.h4
- B80 西西里防御，舍文宁根变例
- B80 西西里防御，舍文宁根变例，英格兰进攻
- B81 西西里防御，舍文宁根变例，凯雷斯进攻
- B82 西西里防御，舍文宁根变例，6.f4
- B83 西西里防御，舍文宁根变例，6.Be2
- B84 西西里防御，舍文宁根变例（保尔森），古典变例
- B85 西西里防御，舍文宁根，古典变例，...Qc7或...Nc6
- B86 西西里防御，索金进攻
- B87 西西里防御，索金变例，...a6 and ...b5
- B88 西西里防御，索金，莱昂哈特变例
- B89 西西里防御，索金，7.Be3
- B90 西西里防御，纳道尔夫变例
- B91 西西里防御，纳道尔夫，萨格勒布（侧翼象）变例（6.g3）
- B92 西西里防御，纳道尔夫，奥波岑斯基变例（6.Be2）
- B93 西西里防御，纳道尔夫变例，6.f4
- B94 西西里防御，纳道尔夫变例，6.Bg5
- B95 西西里防御，纳道尔夫变例，6...e6
- B96 西西里防御，纳道尔夫变例，7.f4
- B97 西西里防御，纳道尔夫变例，7...Qb6，包括毒兵变例
- B98 西西里防御，纳道尔夫变例，7...Be7
- B99 西西里防御，纳道尔夫变例，7...Be7主线

## C
- 1.e4 e6: 法兰西防御 (C00–C19)
- 1.e4 e5: 开放性开局 (C20–C99)

### C00–C19
1.e4 e6: 法兰西防御
- C00 法兰西防御
- C01 法兰西防御，兑换变例
- C02 法兰西防御，推进变例
- C03 法兰西防御，塔拉什
- C04 法兰西防御，塔拉什，吉马德主线
- C05 法兰西防御，塔拉什，封闭变例
- C06 法兰西防御，塔拉什，封闭变例，主线
- C07 法兰西防御，塔拉什，开放变例
- C08 法兰西防御，塔拉什，开放变例，4.exd5 exd5
- C09 法兰西防御，塔拉什，开放变例，主线
- C10 法兰西防御，保尔森变例
- C11 法兰西防御
- C12 法兰西防御，麦库琴变例
- C13 法兰西防御，古典变例
- C14 法兰西防御，古典变例
- C15 法兰西防御，温那维尔（尼姆佐维奇）变例
- C16 法兰西防御，温纳维尔，推进变例
- C17 法兰西防御，温纳维尔，推进变例
- C18 法兰西防御，温纳维尔，推进变例
- C19 法兰西防御，温纳维尔，推进变例，6...Ne7

### C20–C99
1.e4 e5: 开放性开局
- C20 王兵开局（包括阿拉平开局，洛佩兹开局，拿破仑开局，葡萄牙开局和暴戾的皇后进攻）
- C21 中心开局（包括丹麦弃兵）
- C22 中心开局
- C23 飞象开局
- C24 飞象开局，柏林防御
- C25 维也纳开局1.e4 e5 2.Nc3
- C26 维也纳开局，福克比尔变例
- C27 维也纳开局，弗兰肯斯坦-德古拉变例
- C28 维也纳开局
- C29 维也纳弃兵，考夫曼变例，包括伍兹伯格陷阱
- C30 王翼弃兵
- C31 拒王翼弃兵，福克比尔和尼姆佐维奇（3....c6）反弃兵
- C32 拒王翼弃兵，福克比尔变例，5.dxe4
- C33 接受王翼弃兵
- C34 接受王翼弃兵，包括费舍尔防御
- C35 接受王翼弃兵，坎宁汉防御
- C36 接受王翼弃兵，阿巴齐亚防御（古典防御，现代防御）
- C37 接受王翼弃兵，奎德弃兵
- C38 接受王翼弃兵
- C39 接受王翼弃兵，阿盖尔和基泽里茨基弃兵，包括赖斯弃兵
- C40 王马开局（包括甘德兰防御、格雷科防御、达米亚诺防御、大象弃兵和拉托维亚弃兵）
- C41 菲利道尔防御
- C42 俄罗斯防御，包括马歇尔陷阱
- C43 俄罗斯防御，现代（施坦尼茨）进攻
- C44 王兵开局（包括庞齐亚尼开局、倒匈牙利开局、爱尔兰弃兵、康斯坦丁诺波尔斯基开局和苏格兰开局的一部分）
- C45 苏格兰开局
- C46 三马开局，包括四马开局，万圣节弃兵
- C47 四马开局
- C48 四马开局，西班牙变例
- C49 四马开局，双西班牙
- C50 王兵开局（包括布莱克本先令弃兵、匈牙利防御、半意大利开局、意大利弃兵、莱加尔陷阱、卢梭弃兵和平静开局)
- C51 伊文斯弃兵
- C52 伊文斯弃兵，4...Bxb4 5.c3 Ba5
- C53 意大利开局
- C54 意大利开局
- C55 双马防御
- C56 双马防御
- C57 双马防御，包括菲加泰罗进攻
- C58 双马防御
- C59 双马防御
- C60 西班牙开局，黑方第三步不常见应对，以及3...g6
- C61 西班牙开局，伯德防御
- C62 西班牙开局，古施坦尼茨防御
- C63 西班牙开局，施里曼防御
- C64 西班牙开局，古典（科德尔）防御
- C65 西班牙开局，柏林防御，包括莫蒂默陷阱
- C66 西班牙开局，柏林防御，4.0-0 d6
- C67 西班牙开局，柏林防御，开放变例
- C68 西班牙开局，兑换变例
- C69 西班牙开局，兑换变例，5.0-0
- C70 西班牙开局
- C71 西班牙开局，现代施坦尼茨防御，包括诺亚方舟陷阱
- C72 西班牙开局，现代施坦尼茨防御，5.0-0
- C73 西班牙开局，现代施坦尼茨防御，里赫特变例
- C74 西班牙开局，现代施坦尼茨防御
- C75 西班牙开局，现代施坦尼茨防御
- C76 西班牙开局，现代施坦尼茨防御，侧翼象（布龙斯坦）变例
- C77 西班牙开局，墨菲防御
- C78 西班牙开局，5.0-0
- C79 西班牙开局，延迟施坦尼茨防御（俄罗斯防御）
- C80 西班牙开局，开放（塔拉什）防御
- C81 西班牙开局，开放变例，霍威尔防御
- C82 西班牙开局，开放变例，9.c3
- C83 西班牙开局，开放变例，古典防御
- C84 西班牙开局，封闭防御
- C85 西班牙开局，双重延迟兑换变例（DERLD）
- C86 西班牙开局，沃罗进攻
- C87 西班牙开局，封闭变例，阿维尔巴赫变例
- C88 西班牙开局，封闭变例
- C89 西班牙开局，马歇尔反攻
- C90 西班牙开局，封闭变例，7...d6
- C90 西班牙开局，封闭变例，7...d6, 9.d3（皮尔尼克变例）
- C91 西班牙开局，封闭变例，9.d4
- C92 西班牙开局，封闭变例，9.h3
- C92 西班牙开局，封闭变例，9.h3 Bb7（载切夫变例）
- C93 西班牙开局，封闭变例，斯米斯洛夫防御
- C94 西班牙开局，封闭变例，布雷耶尔变例，10.d3
- C95 西班牙开局，封闭变例，布雷耶尔变例，10.d4
- C96 西班牙开局，封闭变例，8...Na5
- C97 西班牙开局，封闭变例，契戈林防御
- C98 西班牙开局，封闭变例，契戈林防御，12...Nc6
- C99 西班牙开局，封闭变例，契戈林防御，12...cxd4

## D
- 1.d4 d5: 封闭性开局 (D00–D69)
- 1.d4 Nf6 2.c4 g6 with 3...d5: 格林菲尔德防御 (D70–D99)

### D00–D69
1.d4 d5: 封闭性开局
- D00 后兵開局（包括布莱克玛-迪莫弃兵、赫鲁沙陷阱等）
- D01 里赫特-威列索夫进攻
- D02 后兵开局，2.Nf3
- D03 托雷进攻，塔塔科维尔变例
- D04 后兵进攻
- D05 后兵开局，祖克托特变例（包括科勒体系）
- D06 后翼弃兵（包括波罗的防御、马歇尔防御和对称防御）
- D07 拒后翼弃兵；契戈林防御
- D08 拒后翼弃兵；阿尔宾反弃兵和拉斯克陷阱
- D09 拒后翼弃兵；阿尔宾反弃兵，5.g3
- D10 拒后翼弃兵；斯拉夫防御
- D11 拒后翼弃兵；斯拉夫防御，3.Nf3
- D12 拒后翼弃兵；斯拉夫防御，4.e3 Bf5
- D13 拒后翼弃兵；斯拉夫防御，兑换变例
- D14 拒后翼弃兵；斯拉夫防御，兑换变例
- D15 拒后翼弃兵；斯拉夫防御，4.Nc3
- D16 拒后翼弃兵；接受斯拉夫防御，阿拉平变例
- D17 拒后翼弃兵；斯拉夫防御，捷克防御
- D18 拒后翼弃兵；荷兰变例
- D19 拒后翼弃兵；荷兰变例
- D20 接受后翼弃兵
- D21 接受后翼弃兵，3.Nf3
- D22 接受后翼弃兵；阿廖欣防御
- D23 接受后翼弃兵
- D24 接受后翼弃兵，4.Nc3
- D25 接受后翼弃兵，4.e3
- D26 接受后翼弃兵；古典变例
- D27 接受后翼弃兵；古典变例
- D28 接受后翼弃兵；古典变例，7.Qe2
- D29 接受后翼弃兵；古典变例，8...Bb7
- D30 拒后翼弃兵：正统防御
- D31 拒后翼弃兵，3.Nc3
- D31 拒后翼弃兵，半斯拉夫，亚伯拉罕斯-诺特布姆变例，10...Bb7
- D32 拒后翼弃兵；塔拉什防御
- D33 拒后翼弃兵；塔拉什防御，施莱赫特-鲁宾斯坦体系
- D34 拒后翼弃兵；塔拉什防御，7...Be7
- D35 拒后翼弃兵；兑换变例
- D36 拒后翼弃兵；兑换变例，局面路线，6.Qc2
- D37 拒后翼弃兵；4.Nf3
- D37 拒后翼弃兵；4.Nf3 Be7 5.Bf4（哈尔维茨进攻）
- D38 拒后翼弃兵；拉戈津变例
- D39 拒后翼弃兵；拉戈津，维也纳变例
- D40 拒后翼弃兵；半塔拉什防御
- D41 拒后翼弃兵；半塔拉什防御，5.cxd5
- D42 拒后翼弃兵；半塔拉什防御，7.Bd3
- D43 拒后翼弃兵；半斯拉夫防御
- D44 拒后翼弃兵；半斯拉夫防御，5.Bg5 dxc4
- D45 拒后翼弃兵；半斯拉夫防御，5.e3
- D46 拒后翼弃兵；半斯拉夫防御，6.Bd3
- D47 拒后翼弃兵；半斯拉夫防御，7.Bc4
- D48 拒后翼弃兵；梅兰，8...a6
- D49 拒后翼弃兵；梅兰，11.Nxb5
- D50 拒后翼弃兵；4.Bg5
- D51 拒后翼弃兵；4.Bg5 Nbd（剑桥斯普林斯防御和大象陷阱）
- D52 拒后翼弃兵
- D53 拒后翼弃兵；4.Bg5 Be7
- D54 拒后翼弃兵；反新正统变例
- D55 拒后翼弃兵；6.Nf3
- D56 拒后翼弃兵；拉斯克防御
- D57 拒后翼弃兵；拉斯克主线防御
- D58 拒后翼弃兵；塔塔科维尔（塔塔科维尔-马科戈诺夫-邦达雷夫斯基）体系
- D59 拒后翼弃兵；塔塔科维尔（塔塔科维尔-马科戈诺夫-邦达雷夫斯基）体系，8.cxd5 Nxd5
- D60 拒后翼弃兵；正统防御
- D61 拒后翼弃兵；正统防御，鲁宾斯坦变例
- D62 拒后翼弃兵；正统防御，7.Qc2 c5, 8.cxd5 （鲁宾斯坦）
- D63 拒后翼弃兵；正统防御，7.Rc1
- D64 拒后翼弃兵；正统防御，鲁宾斯坦进攻（Rc1）
- D65 拒后翼弃兵；正统防御，鲁宾斯坦进攻，主线
- D66 拒后翼弃兵；正统防御，Bd3支线，包括鲁宾斯坦陷阱
- D67 拒后翼弃兵；正统防御，Bd3支线，卡帕布兰卡腾挪
- D68 拒后翼弃兵；正统防御，古典变例
- D69 拒后翼弃兵；正统防御，古典变例，13.dxe5

### D70–D99
1.d4 Nf6 2.c4 g6 with 3...d5: 格林菲尔德防御
- D70 格林菲尔德防御
- D71 新格林菲尔德防御，5.cxd5
- D72 新格林菲尔德防御，5.cxd5，主线
- D73 新格林菲尔德防御，5.Nf3
- D74 新格林菲尔德防御，6.cxd5 Nxd5，7.0-0
- D75 新格林菲尔德防御，6.cxd5 Nxd5，7.0-0 c5, 8.Nc3
- D76 新格林菲尔德防御，6.cxd5 Nxd5，7.0-0 Nb6
- D77 新格林菲尔德防御，6.0-0
- D78 新格林菲尔德防御，6.0-0 c6
- D79 新格林菲尔德防御，6.0-0，主线
- D80 格林菲尔德防御
- D81 格林菲尔德防御；俄罗斯变例
- D82 格林菲尔德防御，4.Bf4
- D83 格林菲尔德弃兵
- D84 接受格林菲尔德弃兵
- D85 格林菲尔德防御，格林菲尔德防御，纳达年变例
- D86 格林菲尔德防御，古典兑换变例
- D87 格林菲尔德防御，斯帕斯基兑换变例
- D88 格林菲尔德防御，斯帕斯基主线变例，10...cxd4，11.cxd4
- D89 格林菲尔德防御，斯帕斯基主线变例，13.Bd3
- D90 格林菲尔德防御，三马变例
- D91 格林菲尔德防御，三马变例
- D92 格林菲尔德防御，5.Bf4
- D93 格林菲尔德防御，5.Bf4 0-0 6.e3
- D94 格林菲尔德防御，5.e3
- D95 格林菲尔德防御，5.e3 0-0 6.Qb3
- D96 格林菲尔德防御，俄罗斯变例
- D97 格林菲尔德防御，俄罗斯变例，7.e4
- D98 格林菲尔德防御，俄罗斯，斯米斯洛夫变例
- D99 格林菲尔德防御，斯米斯洛夫主线变例

## E
- 1.d4 Nf6 2.c4 e6：...e6印度体系（E00–E59）
- 1.d4 Nf6 2.c4 g6不含3...d5：...g6印度体系（除格林菲尔德外）（E60–E99）

### E00–E59
1.d4 Nf6 2.c4 e6：带e6的印度体系 
- E00 后兵开局（包括新印度进攻、特隆波夫斯基进攻、卡塔兰开局等）
- E01 卡塔兰开局，封闭变例
- E02 卡塔兰开局，开放变例，5.Qa4
- E03 卡塔兰开局，开放变例，阿廖欣变例
- E04 卡塔兰开局，开放变例，5.Nf3
- E05 卡塔兰开局，开放变例，古典支线
- E06 卡塔兰开局，封闭变例，5.Nf3
- E07 卡塔兰开局，封闭变例，6...Nbd7
- E08 卡塔兰开局，封闭变例，7.Qc2
- E09 卡塔兰开局，封闭变例，主线
- E10 后兵开局，3.Nf3
- E11 波戈-印度防御
- E12 后翼印度防御
- E13 后翼印度防御，4.Nc3，主线
- E14 后翼印度防御，4.e3
- E15 后翼印度防御，4.g3
- E16 后翼印度防御，卡帕布兰卡变例
- E17 后翼印度防御，5.Bg2 Be7
- E18 后翼印度防御，古主线变例，7.Nc3
- E19 后翼印度防御，古主线变例，9.Qxc3
- E20 尼姆佐-印度防御
- E21 尼姆佐-印度防御，三马变例
- E22 尼姆佐-印度防御，斯皮尔曼变例
- E23 尼姆佐-印度防御，斯皮尔曼，4...c5，5.dxc5 Nc6
- E24 尼姆佐-印度防御，塞米什变例
- E25 尼姆佐-印度防御，塞米什变例，凯雷斯变例
- E26 尼姆佐-印度防御，塞米什变例，4.a3 Bxc3+ 5.bxc3 c5 6.e3
- E27 尼姆佐-印度防御，塞米什变例，5...0-0
- E28 尼姆佐-印度防御，塞米什变例，6.e3
- E29 尼姆佐-印度防御，塞米什主线变例
- E30 尼姆佐-印度防御，列宁格勒变例
- E31 尼姆佐-印度防御，列宁格勒主线变例
- E32 尼姆佐-印度防御，古典变例（4.Qc2）
- E33 尼姆佐-印度防御，古典变例，4...Nc6
- E34 尼姆佐-印度防御，古典变例，诺阿变例（4...d5）
- E35 尼姆佐-印度防御，古典变例，诺阿变例，5.cxd5 exd5
- E36 尼姆佐-印度防御，古典变例，诺阿变例，5.a3
- E37 尼姆佐-印度防御，古典变例，诺阿主线变例，7.Qc2
- E38 尼姆佐-印度防御，古典变例，4...c5
- E39 尼姆佐-印度防御，古典变例，皮尔茨变例
- E40 尼姆佐-印度防御，4.e3
- E41 尼姆佐-印度防御，4.e3 c5
- E41 尼姆佐-印度防御，4.e3 c5 5.Bd3 Nc6 6.Nf3 Bxc3+ 7.bxc3 d6，许博纳变例
- E42 尼姆佐-印度防御，4.e3 c5, 5.Ne2（鲁宾斯坦）
- E43 尼姆佐-印度防御，费舍尔变例
- E44 尼姆佐-印度防御，费舍尔变例，5.Ne2
- E45 尼姆佐-印度防御，4.e3，布龙斯坦（拜恩）变例
- E46 尼姆佐-印度防御，4.e3 0-0
- E47 尼姆佐-印度防御，4.e3 0-0, 5.Bd3
- E48 尼姆佐-印度防御，4.e3 0-0, 5.Bd3 d5
- E49 尼姆佐-印度防御，4.e3，鲍特维尼克体系
- E50 尼姆佐-印度防御，4.e3 0-0, 5.Nf3，不带...d5
- E51 尼姆佐-印度防御，4.e3 0-0, 5.Nf3 d5
- E52 尼姆佐-印度防御，4.e3，主线，...b6
- E53 尼姆佐-印度防御，4.e3，主线，...c5
- E54 尼姆佐-印度防御，4.e3，格利高里奇体系，7...dxc4
- E55 尼姆佐-印度防御，4.e3，格利高里奇体系，布龙斯坦变例
- E56 尼姆佐-印度防御，4.e3，主线，7...Nc6
- E57 尼姆佐-印度防御，4.e3，主线，8...dxc4和9...Bxc4 cxd4
- E58 尼姆佐-印度防御，4.e3，主线，8...Bxc3
- E59 尼姆佐-印度防御，4.e3，主线

### E60–E99
1.d4 Nf6 2.c4 g6，不含3...d5：带g6的印度体系（除格林菲尔德防御）
- E60 王翼印度防御
- E61 王翼印度防御， 3.Nc3
- E62 王翼印度防御，侧翼象变例
- E63 王翼印度防御，侧翼象变例，帕诺变例
- E64 王翼印度防御，侧翼象变例，南斯拉夫体系
- E65 王翼印度防御，南斯拉夫体系，7.0-0
- E66 王翼印度防御，侧翼象变例，南斯拉夫帕诺
- E67 王翼印度防御，侧翼象变例，...Nd7
- E68 王翼印度防御，侧翼象古典变例，8.e4
- E69 王翼印度防御，侧翼象古典主线变例
- E70 王翼印度防御，4.e4
- E71 王翼印度防御，马卡戈诺夫体系（5.h3）
- E72 王翼印度防御，e4和g3
- E73 王翼印度防御，5.Be2
- E74 王翼印度防御，阿维尔巴赫，6...c5
- E75 王翼印度防御，阿维尔巴赫主线
- E76 王翼印度防御，四兵进攻
- E77 王翼印度防御，四兵进攻，6.Be2
- E78 王翼印度防御，四兵进攻，Be2和Nf3
- E79 王翼印度防御，四兵进攻，主线
- E80 王翼印度防御，塞米什变例
- E81 王翼印度防御，塞米什变例，5...0-0
- E82 王翼印度防御，塞米什双侧翼象变例
- E83 王翼印度防御，塞米什变例，6...Nc6（帕诺变例）
- E84 王翼印度防御，塞米什变例，帕诺主线
- E85 王翼印度防御，塞米什正统变例
- E86 王翼印度防御，塞米什正统变例，7.Nge2 c6
- E87 王翼印度防御，塞米什正统变例，7.d5
- E88 王翼印度防御，塞米什正统变例，7.d5 c6
- E89 王翼印度防御，塞米什正统主线变例
- E90 王翼印度防御，5.Nf3
- E91 王翼印度防御，6.Be2
- E92 王翼印度防御，古典变例
- E93 王翼印度防御，佩特罗相体系，主线
- E94 王翼印度防御，正统变例
- E95 王翼印度防御，正统变例，7...Nbd7, 8.Re1
- E96 王翼印度防御，正统变例，7...Nbd7，主线
- E97 王翼印度防御，正统变例，阿罗宁-泰曼诺夫变例（南斯拉夫进攻/马德普拉塔变例）
- E98 王翼印度防御，正统变例，阿罗宁-泰曼诺夫变例，9.Ne1
- E99 王翼印度防御，正统变例，阿罗宁-泰曼诺夫主线变例